# Isla Martín García
Die Isla Martín García ist eine von zwei Exklaven Argentiniens. Die kleine Insel liegt in uruguayischen Hoheitsgewässern im Río de la Plata und befindet sich auf 34° 10' südlicher Breite und 58° 15' westlicher Länge. Nur wenige Meter nördlich liegt die kleine Isla Timoteo Domínguez, mit der sie mittlerweile verschmolzen ist, sowie südwestlich jener die noch kleinere Islote Hércules, die beide schon zu Uruguay gehören.
Die Insel hatte im Jahr 2001 laut INDEC weniger als 200 Einwohner (ca. 50 Familien).

## Geographie
Die Insel ist eine kleine Formation aus alten Felsen des Brasilia-Massivs, ⁣⁣mit einer Fläche von 184 Hektar, das vom Río de la Plata angeschwemmten Sedimentgesteinen umgeben wird. 6 km südwestlich liegt die Isla Solís, die ebenfalls zu Argentinien gehört und nur aus Sedimenten besteht. Da der Prozess der allmählichen Vergrößerung im Fortschritt begriffen ist, wird davon ausgegangen, dass die Insel sich in – geologisch gesehen – relativ kurzer Zeit in das Delta des Río Paraná eingliedern wird.

## Politisches
Administrativ gehört die Insel zur Provinz Buenos Aires und wird direkt von der Provinzregierung aus regiert, sie gehört rechtlich zum Partido La Plata. Die Dirección de las Islas des Regierungsministeriums der Provinz übernimmt die Verwaltung und das Agrarministerium den Schutz der Flora und Fauna.

## Geschichte
Die Insel wurde 1516 von der Expedition des Seefahrers Juan Díaz de Solís zum ersten Mal – aus europäischer Sicht – gesichtet. Eines der Mitglieder der Expedition mit dem Namen Martín García starb in der Umgebung der Insel, seine Leiche wurde dort zurückgelassen und die Insel nach ihm benannt.
Wegen der strategisch günstigen Lage nahe der Mündung des Río Uruguay in den Río de la Plata war die Insel schon bald darauf das Objekt von Streitigkeiten zwischen Spaniern und Portugiesen. Ab 1765 wurde die Insel als Gefängnis und Verbannungsort genutzt. Als das Vizekönigreich des Río de la Plata gegründet wurde, errichtete der erste Vizekönig Pedro de Cevallos eine Militärfestung. Sowohl während des argentinischen Unabhängigkeitskrieges (1810–1818) als auch während des Argentinisch-Brasilianischen Krieges war sie Schauplatz von Gefechten. Während der zweiten Regierungszeit des Diktators Juan Manuel de Rosas wurde sie auch von englisch-französischen Truppen angegriffen.
In der zweiten Hälfte des 19. Jahrhunderts ist ein Vorschlag des Autors und späteren Präsidenten Argentiniens, Domingo Faustino Sarmiento, aus dem Jahr 1850 erwähnenswert, auf der Insel die Stadt Argirópolis zu gründen, die Hauptstadt eines mit Uruguay vereinten Argentiniens werden sollte. In dieser Zeit wurden auch viele der im Zuge der sogenannten Wüstenkampagne Ende der 1870er Jahre gefangengenommenen Indianerhäuptlinge auf die Insel verbannt. Im Jahr 1900 existierte auf der Insel bereits ein Polizeipräsidium und ein Lazarett sowie Artilleriebatterien, weiterhin wurden auf der Insel Steine als Baumaterial für Buenos Aires abgebaut.
Zwischen 1900 und 1970 wurde die Insel als Verbannungsort zahlreicher bedeutender Politiker bekannt, unter ihnen die Staatspräsidenten Hipólito Yrigoyen (1930), Juan Perón (1945) und Arturo Frondizi (1962).
1973 unterzeichnete Argentinien mit Uruguay den Río-de-la-Plata-Vertrag, in diesem erkannte das östliche Nachbarland die argentinische Souveränität über die Insel Martín García verbindlich an. Argentinien musste jedoch die Insel Juncal sowie Teile des Gewässers des Río de la Plata an Uruguay abtreten, wodurch die Insel vollständig von uruguayischen Hoheitsgewässern umgeben, zur Exklave wurde. Die Entfernung zum argentinischen Teil des Río de la Plata beträgt jedoch weniger als 2 km.

## Wirtschaft und Tourismus
Heute ist die Insel vorwiegend ein Ziel des Tourismus. Sehenswert sind unter anderem das alte „Chinesische Viertel“, die Ruinen der Militärfestungen, des Lazaretts und des Präsidiums, sowie ein naturbelassenes Sumpfgebiet. Weiterhin wird auf der Insel in kleinen Mengen pan dulce, ein argentinischer Kuchen, hergestellt.